# Anton Alexander von Auersperg
Anton Alexander von Auersperg, född 11 april 1806 och död 22 september 1876, var en österrikisk greve och poet, känd under pseudonymen Anastasius Grün.
Auersperg, som även var en bemärkt liberal politiker, bland annat medlem av nationalförsamlingen i Frankfurt am Main 1848, framträdde 1830 med diktsamlingen Blätter der Liebe. I rask följd därefter utom romanen Der letzte Ritter, (1830) som skildrar den ridderlige Maximilian I, Spaziergänge eines Wiener Poeten (1831), en diktsamling, som särskilt slog an genom sin friluftsentusiasm, Schutt (1838), buren av en optimistisk tro på mänsklighetens utveckling och framtid, och Gedichte (1840). Bland hans senare arbeten märks Volkslieber aus Karin (1850), och den efter hans död utgivna In der Veranda (1876).